# 吉尔古德剧院
吉尔古德剧院（Gielgud Theatre）是伦敦的一座西区剧院，位于西敏市的沙夫茨伯里大街。共有986个座位。
1906年12月27日开张时，名为“希克斯剧院”（Hicks Theatre），路易十六风格，与相邻路口的皇后剧院形成一对。1909年更名为“环球剧院”。1994年，莎士比亚环球剧场在萨瑟克重建期间，该剧院更名为“吉尔古德剧院”，以纪念约翰·吉尔古德。  